# Swedenborgs lusthus

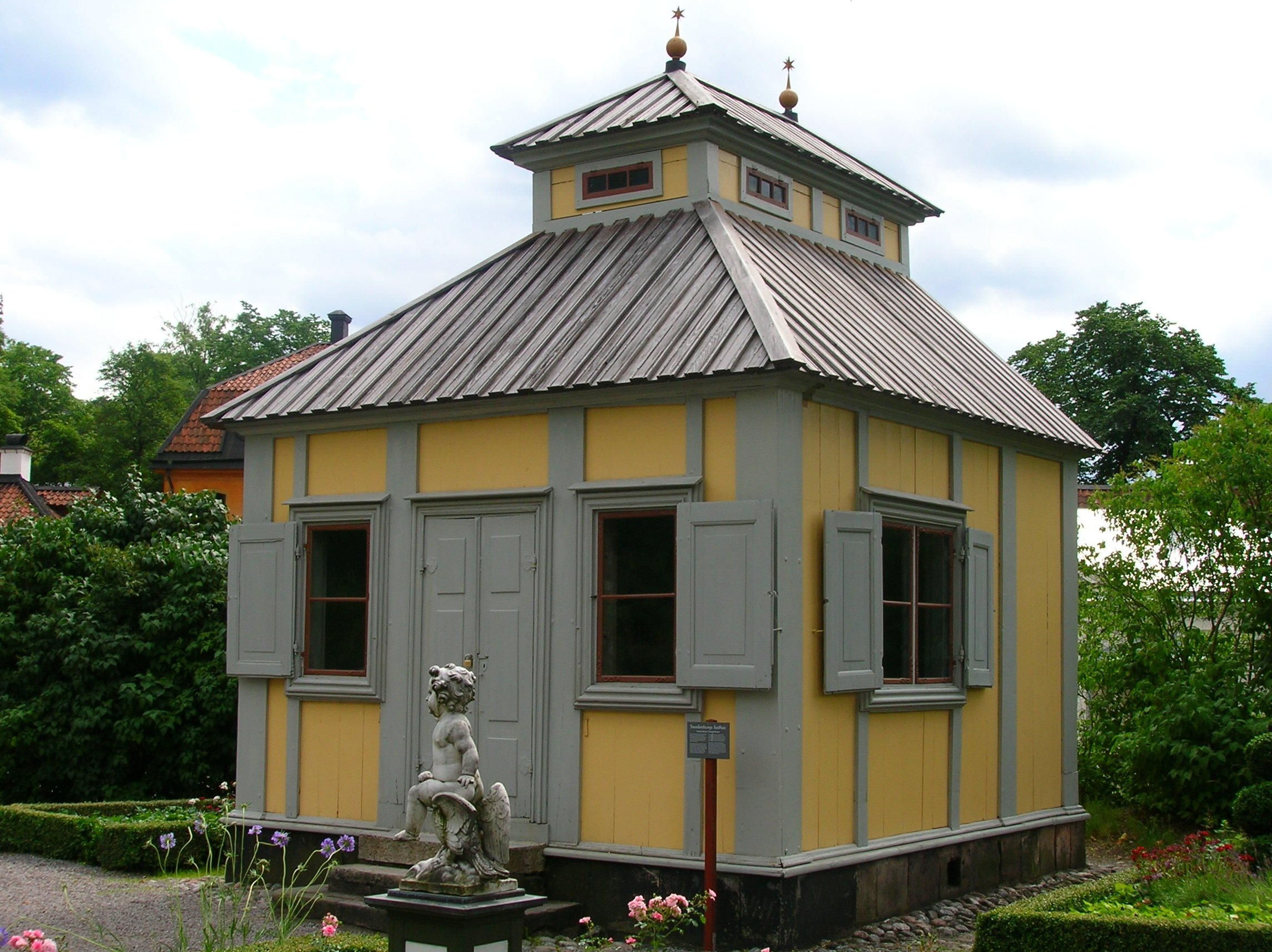
Swedenborgs lusthus.

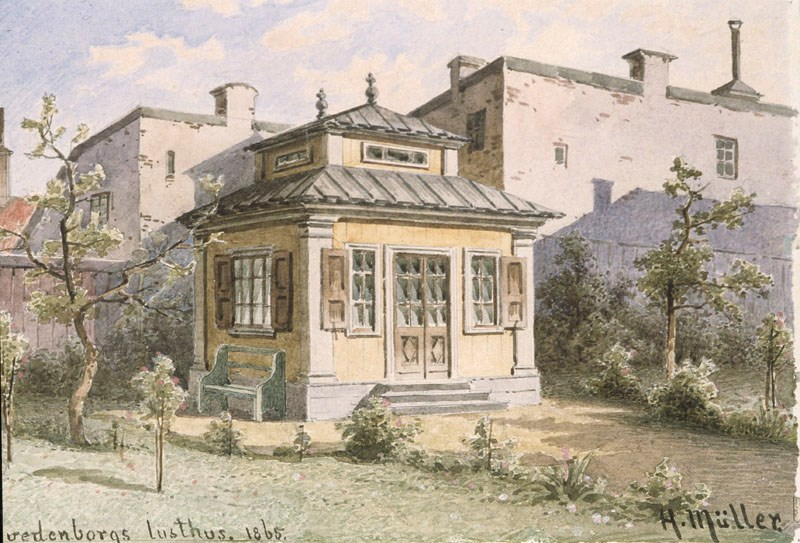
Swedenborgs lusthus, Hornsgatan 43, Stockholm, sedan 1896 på Skansen. Akvarell av Herman Müller från 1865 (Stockholms stadsmuseum).

Swedenborgs lusthus är en av byggnaderna på friluftsmuseet Skansen i Stockholm. Huset har sitt namn efter naturforskaren och mystikern Emanuel Swedenborg.
Swedenborg bodde på Hornsgatan i Stockholm och omkring 1750 han lät bygga en malmgård på Hornsgatan 41-43 (nära korsningen med Timmermansgatan). Här skapade Swedenborg en trädgård som var öppen för allmänheten. Under 1800-talet besöktes lusthuset av swedenborganismens anhängare. Sedan malmgården hade förfallit revs den, medan lusthuset stod kvar i uselt skick. Det flyttades till Skansen 1896 och placerades invid Bergsmansgården. År 1964 fick lusthuset sin placering vid Rosengården. Det är bara mittpartiet av lusthuset som blivit bevarat. På vänstra sidan låg förr en biblioteksflygel, vars mörka förrum finns kvar i den bevarade byggnaden. Huset från 1767 har med sitt säteritak en ålderdomligare prägel än man skulle kunna vänta sig av tillkomståret. 
Stora rummet med orgeln har målade tapeter och över dörren till det forna bibliotekets förrum finns ännu ett vackert blyinfattat fönster. Det mörka inre rummet lär ha haft en stor rokokospegel. I detta lusthus med gul brädpanel och gråa dörr- och fönsterfoder sägs Swedenborg ha suttit och läst om somrarna. 
I Hjalmar Gullbergs lyriska svit Röster från Skansen som tillkom i anledning av Skansens 50-årsjubileum 1941, ingår en dikt om Swedenborgs lusthus.